# Rallisport Challenge 2
Rallisport Challenge 2 – szwedzka gra komputerowa wyprodukowana przez Digital Illusions CE i wydana przez Microsoft Game Studios w 2004 roku na konsolę Xbox.

## Rozrywka
Rallisport Challenge 2 jest grą z gatunku rajdów samochodowych. Gra należy do grupy gier XSN Sports. W grze występuje pięć trybów rozgrywki, 40 pojazdów oraz 90 różnych tras.
Gracz może zaimplementować własne utwory do gry podmieniając te już istniejące.
W grze zawarto także tryb gry wieloosobowej, który wymaga funkcji Xbox Live.